# گروه فوجیان موتورز
گروه فوجیان موتورز (انگلیسی: Fujian Motors Group) شرکت خودروسازی چینی است، که در سال ۱۹۹۲ تأسیس شد.